# Unlove You
Unlove You is een nummer van de Nederlandse dj Armin van Buuren uit 2019, ingezongen door de Amerikaanse R&B-zanger Ne-Yo. Het is de 22e single van Van Buurens zevende studioalbum Balance.
Het is voor het eerst in vier jaar dat Ne-Yo weer eens met een dj samenwerkt. "Unlove You" werd een bescheiden hitje in Nederland. Het haalde de 32e positie in de Nederlandse Top 40. In Vlaanderen moest het nummer het met een 14e positie in de Tipparade stellen.